# David Vilaseca
David Vilaseca (Barcelona, España, 1964 – Londres, Reino Unido, 9 de febrero de 2010) fue un escritor, filólogo y académico español, especializado en estudios queer y cultura española y catalana.

## Trayectoria
Licenciado en Filología por la Universidad de Barcelona, se doctoró en la Queen Mary University of London y desde 2003 fue catedrático de Estudios Hispánicos y de Teoría Crítica en el Royal Holloway College de la Universidad de Londres. Su investigación se centró en temas de identidades y subjetividades queer en el contexto de la literatura y cine de España y Cataluña. En particular, prestó especial atención a los fenómenos de la autobiografía y la autoficción, influido por los estudios queer, la teoría psicoanalítica y la deconstrucción. Entre los autores que estudió destacan Jaime Gil de Biedma, Terenci Moix, Reinaldo Arenas, Juan Goytisolo o la Escuela de Barcelona.
En 2007 publicó la novela L'aprenentatge de la soledat, que obtuvo el Premio Andròmina de narrativa y exploraba temas ya presentes en su obra académica a partir de su propia experiencia, a caballo entre el diario y la autoficción. En 2017, se publicó póstumamente Els homes i els dies, que contenía su primera novela junto a la inédita El nen ferit. La obra tuvo una amplia acogida en el ámbito cultural catanoparlante, y fue objeto de una adaptación teatral dirigida por Xavier Albertí y estrenada en el Teatre Nacional de Catalunya.
Falleció en Londres en febrero de 2010, atropellado por un camión cuando circulaba montado en bicicleta. El Royal Holloway College organiza una serie de conferencias anuales en su memoria.

## Obra

### Obra académica
- The Apocryphal Subject: Masochism, Identification and Paranoia in Salvador Dalí's Autobiographical Writings (Nueva York: Peter Lang, 1995).
- Hindsight and the Real: Subjectivity in Gay Hispanic Autobiography (Berna: Peter Lang, 2003).
- Queer Events: Post-deconstructive Subjectivities in Spanish Writing and Film, 1960s-1990s (Liverpool: Liverpool University Press, 2010).

### Obra literaria
- L'aprenentatge de la soledat (Valencia: 3i4, 2007).
- Els homes i els dies (Barcelona: L'Altra Editorial, 2017).